# 莱内克萨
莱内克萨（英語：Lenexa）是美國堪薩斯州約翰遜縣的一個城市，是堪薩斯城都會區的一部分。據2010年美國人口普查，莱内克萨人口有48,190人。